# كينغز كروس سانت بانكراس (محطة مترو أنفاق لندن)
كينغز كروس سانت بانكراس (بالإنجليزية: King's Cross St. Pancras)‏ هي إحدى محطات مترو أنفاق لندن. تقع على خط ميتروبوليتان ونورذيرن وبيكاديلي وسيركيل وفيكتوريا وهامرسميث وسيتي أفتتحت في المنطقة (Zone) رقم 1 أفتتحت في 10 يناير 1863. 